# ループもの
ループものは、タイムトラベルを題材としたSFのサブジャンルで、物語の中で登場人物が同じ期間を何度も繰り返すような設定を持つ作品のこと。いわゆる「時間もの」の一種。昔からある物語の類型のひとつだが、日本のサブカルチャーやジュブナイルものでは頻出する設定であり、半永久的に反復される時間から何らかの方法で脱出することが物語の目標となるものが多い。

## 概要
過去の自分に戻って人生を再挑戦するという類型の物語が一つのサブジャンルとして確立したのは、ケン・グリムウッドの小説『リプレイ』（1987年発表）が世界的なヒット作となって以降であるが、類似する筋立ての作品は『リプレイ』以前にも日本を含む各国の作品に散見される。
複数回のループが行われるわけではないものの、自分の人生の過去に戻って別の世界を疑似体験するというアイディアは1946年公開のアメリカ映画『素晴らしき哉、人生!』ですでにみられ、1965年発表の筒井康隆の小説「しゃっくり」ではループ期間が10分間と短いものの世界が一定期間を反復し続ける設定がなされている。また、藤子・F・不二雄は1991年の漫画『未来の想い出』の冒頭で、「若返って人生をやり直す」という題材自体はゲーテが19世紀に発表した『ファウスト』以来、使い古されたものであることを登場人物に指摘させている。
評論家の浅羽通明は「ループもの」の発生過程について、近代以前には抽象的であった時間の概念が、機械式の時計の普及やテレビ番組の定時放送によって計測可能な概念として意識されるようになるにつれて、それ以前からあった物語の類型に時間の要素が結びついて発生したのではないかと考察している。
一般的なタイムトラベル作品、つまり物理的なタイムトラベルにおける過去への時間跳躍では、自分の肉体ごと過去の世界に移動することになるため、過去の自分に遭遇することもありうる。例えば映画『バック・トゥ・ザ・フューチャー』がそうであるように、そのことによるタイムパラドックスが作品のテーマのひとつとして扱われる作品も多い。他方、『リプレイ』のように自分の意識が過去の自分に戻る（または世界全体が過去のある時点に戻る）と設定されている作品では自分自身との遭遇は起こらず、（時間跳躍している人物の視点から考えれば）過去改変に伴うタイムパラドックス（親殺しのパラドックスなど）が発生しないことになる。もうひとつの相違点として、現在から過去への時間跳躍は発生するが、過去から現在への時間跳躍は発生しない（通常の時間経過によって過去から現在に至ることになる）という点がある。
肉体の移動を伴わずに過去への一方通行的な時間遡行を繰り返すという意味でのループものとは厳密には異なるが、意識を過去に遡行させて歴史を改変することを繰り返し自分の望む現実を確定させようとするタイプの物語として映画『バタフライ・エフェクト』やドラマ『プロポーズ大作戦』がある。また、意識が過去の自分に一方的に移動するのではなく、一時的に未来に移動すると設定されているもの（小説『フラッシュフォワード』）もある。

## 日本のサブカルチャーにおけるループもの
1960年代
日本の文学におけるループものとして最も有名なものとして、1967年に発表された筒井康隆による小説『時をかける少女』が挙げられる。タイムリープ能力を得た主人公の少女が、時間遡行を何度か繰り返すことで「身の回りに起こる不可思議な事件」を解決していく。その後、未来から来た少年と出会い、両思いになるも少年は未来へと帰り、記憶を消された少女はいつか出会うはずの誰かを待ち続ける……という、サスペンス要素や青春、ラブロマンスを交えて描いたSF小説である。
本作はその後、幾度かのテレビドラマ化、映画化された後、主人公を別にしたストーリーでアニメ映画化されるなど、9回にわたって映像化がなされ、「ループ物」を説明される際には欠かすことができない作品と言える。
1980年代
日本のサブカルチャーにおけるループものの先駆的・古典的な作品として1984年公開の劇場アニメ『うる星やつら2 ビューティフル・ドリーマー』が挙げられる。この作品以降、オタク文化ではループものの作品が多数制作され、それらはしばしばオタク自身の姿を写したものとして論じられる。オタクはしばしば漫画・アニメといったコンテンツを一方的に消費するだけでなくそれらを元にした二次創作作品（同人誌・MADムービーなど）を発表しているが、そのような行為自体が原作となる物語を反復しているともいえる。
批評家の東浩紀は、ループものがオタク文化で特に好まれている理由として、成熟拒否的で幼児性に固執しがちと論じられるオタクにとっては同一期間を反復して過ごし続けるループものの主人公は感情移入しやすい存在なのかもしれない、と推測している。
社会学者の大澤真幸は、反復に対して終わりを告げるということは偶有性（羅: endekomenon. 他でもありえたかもしれないという感覚）を必然性（こうでしかありえなかったという感覚）に置換するという「第三者の審級」を確認する操作にあたるとした上で、ループものの作品が大量に制作され好まれているという事実は現代社会において決着をつけることに困難を覚えるということ、つまり「第三者の審級」の撤退を示唆しているのではないかと述べている。
1990年代
ループものの作品は、セカイ系と呼ばれる一群の作品と親和性を持つ。セカイ系とは1995年のアニメ『新世紀エヴァンゲリオン』をきっかけとしてオタク文化を中心とした広範囲で発生した作品群で、非主体的な主人公の自意識の吐露が繰り返され、主人公とヒロインの関係性（近景）がそのまま世界規模の大問題（遠景）に直結して描かれるという特徴がある。
セカイ系作品にしばしばループ構造が導入されている理由（あるいはループものがセカイ系として論じられる理由）としては、ループものの作品ではループからの脱出の鍵として主人公とヒロインの恋愛感情のような個人的な関係性が設定されていることが多くそれがセカイ系の構造（近景と遠景の直結）と一致すること、そしてしばしば世界がループしていることを自覚しているのは主人公だけであると設定されているため必然的に心情・自意識の吐露が激しくなることが挙げられる。現実感覚を喪失した世界をシステム面で描くとループものに、シナリオ面で描くとセカイ系になると対比することもできる。
2000年代
2000年代に入ると、セカイ系の影響を受けながらライトノベルや美少女ゲームの分野にループ構造を備えた作品が散見されるようになる。東浩紀は、そういった作品においては単なるSF的ガジェットとしてループ構造が導入されているだけではなく、それが「ゲームの比喩」としてのメタフィクショナルな面を持っていることを指摘し、それを（作家・評論家の大塚英志が提示した「自然主義リアリズム／まんが・アニメ的リアリズム」を意識して）「ゲーム的リアリズム」として論じた。
コンピュータゲームの中でも特にアクションゲーム・シューティングゲームなどでは、プレイヤーはゲーム内での主人公（あるいは自機）を操作し、敵に倒されたりトラップにひっかかったりしてミスをしたらあらためてやりなおし（リセット可能な死）、その試行錯誤を経て少しずつ先に進んでいくという醍醐味があるが、このような発想と類似した「失敗（死）を繰り返しながらループからの脱出を目指す」という設定がゼロ年代のループものの作品には取り入れられている場合が多い（後述の『All You Need Is Kill』『ひぐらしのなく頃に』のほかアニメ映画『時をかける少女』など）。この背景には、ライトノベルの起源のひとつとしてテーブルトークRPGのリプレイをノベライズしたものがあることが挙げられる。
大塚英志は、（手塚治虫の「まんが記号説」をうけて）記号の集積でしかない漫画表現においていかに「（リセット不可能な）現実の死」を描くかということがまんが・アニメ的リアリズムの課題であるとして、ゲームのような（リセット可能な死を前提とした）小説を低く評価したが、東浩紀によれば一回性の生を描くためにこそ複数の生を体験しうるプレイヤーの視点を導入するゲーム的リアリズムの発想が効果を生むのだという。評論家の大森望は、ゲーム的リアリズムの議論はライトノベル・美少女ゲームに限らず日本の本格ミステリーについても適用できる、と述べている。
一方、評論家の浅羽通明は前述の東、大澤、宇野らによる分析を批判的に取り上げつつ、反復に逃避するようなプロットは『浦島太郎』のように古くからある仙境淹流譚の変形に過ぎず、ループものの類型は古今東西の作品にも広く見られることを指摘し、こうした日本におけるループものの流行を特別視してオタク文化と結びつける議論は、自分の専門分野内だけで議論を完結させがちな論者たちの見識の狭さを示しているだけではないかという、懐疑的な見解を述べている。

## ループものの類型
ループものには幾つかの分類法があるが、浅羽通明はループものに留まらない他のジャンルと比較するための分類法として、ループものを以下の4種類に分類している。これは受け手の感情移入の対象となる登場人物（主人公）が時間のループをどのように受け止めて行動し、受け手にどのような形で願望の充足や不安の解消といった作用をもたらすのかという観点による分類である。この分類では、登場人物が物語の進行に従ってこれらの状態を遷移する場合や、受け手がどの登場人物の視点に立って作品を読み解くかによって解釈が変化する場合もある。
主人公がループをネガティブに受け止め、苦難する姿を描く
主人公は理不尽な形で閉じた時間の中に取り残され、リセットされてしまう努力や蓄積を苦痛と受け止め、先に進めないことに対する絶望や恐怖を味わう。
主人公がループをポジティブに受け止め、成長する姿を描く
主人公は与えられた無限の時間を長いモラトリアムとして受け止め、ループする時間の中で成功や失敗を繰り返したり、己を自省したりする機会を得たりしながら成長し、自己実現を成し遂げようとする。当初は理不尽な状況に苦しんでいた主人公が、改心や精神的な成長を経てループから脱出するという教訓的な内容であることが多いが、これとは対照的に、成長できずに破滅するというパターンの作品もある。
主人公がループを特定の問題の解決に用いる
主人公はループの中で解決しなければならない具体的かつ単純な目標や心残り（シングル・イシュー）を抱えており、繰り返される状況の中でゲーム的な試行錯誤を繰り返したり、解決のための鍛錬を行ったりする。ループの元凶となっている根本的な問題が主人公によって解決されたり、自発的にループを引き起こしている登場人物が目的を達成したりすることで、ループが終了する。
こうした作品では、繰り返される時間の中で問題を解決できない停滞感と、それを解決した時の爽快感が描かれ、ネガティブな状況とポジティブな動機は表裏一体のものとなる。
主人公がループする状況そのものを楽しむ
輝かしい人生の至福な時間がループされ、主人公はそれを肯定的に受け止めて享受する。この場合のループは問題解決の手段ではなく、目的そのものである。ループを繰り返している原因や脱出方法には恋愛感情が関係してくるパターンも多く見られる。

## ループものの作品例
ループもの、あるいはループ構造を持つとして言及される作品として以下のものが挙げられる。

### 小説
『奇蹟を行う男』
1898年に発表された、H・G・ウェルズによるイギリスの短編小説。口にした願いが何でも実現するという超能力を身につけた男が、その能力によって次々と奇跡を起こすものの、それによって意図していなかった大惨事が起こって収拾がつかなくなる。男は自分が奇跡を身につける直前まで時間を巻き戻すものの、奇跡によって大惨事を招いた記憶まで失ってしまう。物語の最後に場面が冒頭に戻ることで、男が再び過ちを繰り返しては時間を巻き戻すというループが繰り返されることを予感させる結末となっており、浅羽通明はこの小説を、自分が思いつく限りで最も古いループものの作品例として挙げている。
『愚者の渡しの防御』
1904年に出版された、イギリス陸軍少将アーネスト・ダンロップ・スウィントン卿による小説仕立ての兵法書。ボーア戦争を舞台に、部隊の壊滅と任務の失敗を避けるために、主人公の新米少尉が戦訓を学びつつループを繰り返し、最終的に任務を成功させる。小部隊戦闘に関する古典的名作であり、現代に到るまで各国軍で類書がたびたび著されている。夢オチでもある。
『時をかける少女』
1967年に発表された、筒井康隆による小説。日本におけるループ物の代表作品であり、映画・ドラマ・アニメなど様々なメディアミックスがなされている。また、多くの作品からモチーフやパロディー等に使用されている。
『リプレイ』
1987年に出版された、ケン・グリムウッドによるアメリカ合衆国のSF小説。主人公の中年の男性が、死を迎えるたびに記憶を保ったまま過去に戻り、人生をやり直すという設定。全体的には、ループを肯定的に受け止め人生を謳歌した主人公が精神的な悟りを得る物語として描かれる。当初は学生時代まで時間が戻るが、何度もループを繰り返す過程で時間が短くなっていき、物語が終盤に近づくと間隔は日、時、分、秒と狭まっていく。また、作中には主人公以外にも記憶を保ったままループを続けている人物が登場し、ループする時間を共有しているが、ループの周期が人物ごとに異なるという設定である。
多くの類似作品を誕生させ、本作を原案としたドラマ『君といた未来のために 〜I'll be back〜』や漫画『リプレイJ』などもループものの作品である。
『七回死んだ男』
1995年に出版された、西澤保彦による日本のSFミステリ。同じ日を9回繰り返すことができるようになった男が主人公になっている。作者の西澤は映画『恋はデジャ・ブ』に着想を得たと述べている。

『ターン』
1997年に発表された、北村薫による日本の小説。駆け出しの芸術家である主人公が、同じ1日を繰り返す無人の世界に閉じ込められ、ほとんど何も成し遂げることのできない状況下で苦悩する。ループの周期が短い部類の作品のひとつであり、主人公がループをネガティブに受け止める類型の作品のひとつでもある。

「エンドレスエイト」（『涼宮ハルヒの暴走』収録の短編）
谷川流による日本のライトノベル『涼宮ハルヒシリーズ』の、2003年に連載誌で掲載されたエピソード。高校生活の中で夏休みの終わりの2週間だけが15,000回以上ループし続けているという設定。元凶である涼宮ハルヒは夏休みを謳歌するためにループを引き起こしているが、自分の能力にも時間のループにも無自覚であるため、何度繰り返しても夏休みに満足することなくループを続ける。主人公のキョンはループを観測できないものの、宇宙人の長門有希から状況を知らされ、脱出の方法を模索する。原作小説ではループからの脱出に成功する最後の1回のみが描かれているが、テレビアニメ化された際にはほとんど同一のエピソードが計8回放送され、物語内での時間反復を視聴者に追体験させた。同時にテレビアニメ版では、一見すると同じような繰り返しの中で登場人物が少しずつ疲労していく様子が演出され、後のエピソードである『涼宮ハルヒの消失』への布石が描かれている。
『リピート』
2004年に出版された、乾くるみによる日本のSFミステリ。主人公は過去のある時点から人生をやりなおすことができるという「時間旅行のツアー」に参加し、およそ9か月半を反復し続ける。しかし時間旅行者たちは次々と事件に巻き込まれて死亡し、緊張感のあるサスペンスが繰り広げられる。
小説『リプレイ』の影響下で登場したループものの1つで、作中でも『リプレイ』についての言及がある。大森望によれば、この作品は「反復によって手に入れたものを手放すことより反復する権利自体を手放すのことほうがためらわれる」という人間心理を発見したことに意義があるという。浅羽通明によれば、本作のように不幸な結末を迎える長編のループ作品は珍しいが、これは登場人物たちがさしたる動機を持たずに時間旅行に参加し、ループの中で成長できなかったことによる必然と読み解くことができるという。
『All You Need Is Kill』
2004年に出版された、桜坂洋による日本のライトノベル。主人公のキリヤは、異星人の無人テラフォーミング兵器である「ギタイ」が引き起こしているループに巻き込まれたことから、敵と戦っては負け、そのたびに30時間前の状態に戻される状況を繰り返すことになるという設定。主人公だけでなく、敵である「ギタイ」もまたループを観測しているほか、ヒロインのリタもまた過去に同様のループを経験しているが、主人公とヒロインは同じループを共有していない。主人公はヒロインのリタから、未来から過去へと情報を送っている個体を特定の手順で倒せばループを脱出できることを教えられるが、ループを脱出できるのはループ経験のある2人のうち1人だけであるという事実に直面する。
「ギタイ」に勝利してループから脱出するために試行錯誤を繰り返すさまはゲームプレイの比喩と解釈でき、その意味ではキリヤはゲーム内のキャラクターではなくプレイヤーの比喩となっている。原作者の桜坂は同作の着想について、2000年に発売されたテレビゲーム『高機動幻想ガンパレード・マーチ』の、ゲームプレイヤーがWeb上に公開していたプレイ日記を読んだ経験が元になったとしている。評論家の東浩紀はもう一人のループ経験者であるヒロインの存在を『ガンパレード・マーチ』のキャラクターに例え、1周目のゲームでプレイヤーキャラクターであった登場人物が、2周目でNPCとして登場することの暗喩として読み解いている。
2014年にはアメリカ合衆国で『オール・ユー・ニード・イズ・キル』（英題『Edge of Tomorrow』）として実写映画化された。映画ではトム・クルーズが演じる主人公をはじめとする登場人物の設定や物語の舞台、ストーリーなどが変更されているが、作品の根幹となるループの設定は守られている。
『Re:ゼロから始める異世界生活』
小説投稿サイト「小説家になろう」にて2012年4月より連載が始まり、MF文庫J（KADOKAWA）より2014年1月から刊行されている長月達平のライトノベル。異世界に召喚された主人公が何度かの死を繰り返すうち、自分がこの世界である能力を得たことを知る。その能力は自身の死により時間を巻き戻して記憶を引き継げる、タイムリープ能力「死に戻り」。その能力を駆使して困難に立ち向かっていく。能力はセーブポイントというべき死に戻りの基準点があり、死んだ際はそこまで時間が巻き戻り、再びそこからやり直すことになる。セーブポイントは死の運命を回避した際にのみ更新され、またそれ以前に戻ることはできない。自分の死亡と共に時間を巻き戻すという強力な力だが、死亡する際にはそれ相応の苦痛が伴う。

### 漫画
『火の鳥 異形編』
手塚治虫による漫画『火の鳥』の、1981年発行のマンガ少年に掲載されたエピソード。女性として生まれながら男性の武将として育てられた左近介は、憎んでいる父の病気を唯一治療できると評される尼僧・八百比丘尼の住む山寺を訪れ、ひそかに彼女を殺害する。しかし左近介は不思議な力で山寺から出られなくなり、治療を求めて山寺を訪れる人々の前で八百比丘尼のふりを演じざるを得なくなる。やむを得ず、寺にあった火の鳥の羽根の力で多くの人々や魑魅魍魎を救っていくうち、左近介は山寺の外が数十年前の過去の世界となっていたことに気づく。時が流れ、かつて左近介が八百比丘尼を殺害に訪れた当時を迎える頃、八百比丘尼として周知されるまでになっていた左近介は、まもなく山寺を訪れた自分自身によって殺害される。
『代紋TAKE2』
1990年から連載された、木内一雅原作、渡辺潤作画による日本の漫画。題名に含まれる「TAKE2」は映画撮影などにおける撮りなおしの意味であり、内容はヤクザが人生をやりなおすという設定になっている。
『はるかリフレイン』
1997年に『高一Challenge』（ベネッセ）で連載された伊藤伸平による日本の漫画。ループするようになった主人公が、恋人の男子を交通事故死から救うべく奮闘する。
『リプレイJ』
2001年から連載された、今泉伸二による日本の漫画。小説『リプレイ』を原案とする漫画だが、舞台は日本となっているうえ、実在の人物をモデルとした人物が登場するなど、小説版とは内容が大幅に異なっている。
『サマータイムレンダ』
2017年から連載の田中靖規による日本の漫画。主人公・網代慎平がループの力を持つが、ループの条件は自身の死である。ループするごとに再開する地点が遅くなっていき、ループ前に起きた出来事は確定事項となりやり直すことができなくなる制約がある。

### アニメ
『うる星やつら2 ビューティフル・ドリーマー』
1984年のアニメ映画。舞台となる高校の学園祭の前日が延々と繰り返される設定となっている。この設定は、どれだけ連載が続いて物語内で時間が経過しても登場人物は年齢を重ねることなく楽しい学園生活が永遠に続いていくという原作のフォーマット（あるいは男性向けのラブコメディ全般におけるフォーマット）を自己言及的に描いたものとして評価された。
『ゼーガペイン』
2006年のテレビアニメ。現実世界ではすでに人類が滅亡しており、主人公たちが暮らしている世界は日本の地方都市を模して量子コンピュータのサーバ上に再現された仮想世界という設定で、技術的な問題から同じ150日間をループし続けている。ループを観測できるようになった一部の人物のみが、荒廃した現実世界でサーバを守るために戦い続けることになる。
『魔法少女まどか☆マギカ』
2011年のテレビアニメ。最初のループでは親友同士であった主人公・鹿目まどかの死を回避するため、時間操作の能力を得た魔法少女・暁美ほむらが、2人の出会いから死別までの1か月間を幾度となく繰り返しているという設定。作中で描かれるのは最後の1回のループであり、ループ構造が明かされるのも終盤だが、種明かしのエピソードである第10話では状況を変えつつ繰り返されてきたループ途上の出来事とバッドエンドの数々を回想する過去編のエピソードが描かれている。テレビアニメの結末では、万策尽きて心を折られたほむらを、まどかが自己犠牲と引き替えにループで蓄積された力を用いて救済し、ループが終了する。その後日談となる劇場版アニメでは、ほむらがこの解決に納得していなかったことが描かれ、別の形の結末が訪れる。
ループものの総括とも、ループものを含むゼロ年代の時代的要素の総括ともいわれる。評論家の宇野常寛はテレビアニメ版の結末について、多くの（セカイ系的な）ループものではループからの脱出をもたらす超越性（奇跡）として男女の恋愛要素を持ち出しているのに対し、この作品では主人公格の2人の少女同士の同性の関係性がループからの離脱をもたらすという点に独自性があるとした。一方で評論家の浅羽通明は、たった一つの心残りのためにループを繰り返し、それを糸口として障害が排除されてループが終了するという物語構造自体は決して珍しくないとして、宇野の評価に反論している。なお本作のシリーズ構成を手掛けている虚淵玄は、影響を受けた作品として、2000年のアメリカ映画『メメント』など、物語の構造として時間軸を切り刻んで見せるようなプロットを持つ作品群を挙げている。
『打ち上げ花火、下から見るか?横から見るか?』
2017年に公開されたアニメ映画で、1993年にフジテレビで放送された単発のテレビドラマを原作としている。
主人公の島田典道が思い通りにならなくなったところで、メインヒロインのなずなが海岸で拾った不思議な玉を典道が投げることによって彼の思った通りの世界に変えるというものであり、ループものにアレンジされているという点が、原作とかなり異なるオリジナル要素となっている。
具体的には、典道が不思議な玉を投げると思い通りになる直前の時間に戻っており、使用者の典道以外はその事実を一切知らない。その典道も最初のうちは、不思議な玉を投げて思い通りになる直前の時間に戻るという事実は知る由もなく、典道自身も後から知るといったところになっている。

### 映画
『恋はデジャ・ブ』
1993年のアメリカ合衆国の映画。グラウンドホッグデーの取材のため、地方都市を訪れた気象予報士の主人公が、特に大きな事件も起こらない24時間を約3,000回ほど繰り返すという設定。主人公はループを観測している唯一の存在で、特権的な立場を活用して羽目を外したり、同僚を口説いたり、自暴自棄になったりしながら、1日の有意義な過ごし方を模索していく。ループの原因は最後まで明らかにならないが、当初は自己中心的であった主人公が自省して己の人徳を磨き、ヒロインの愛を勝ち取ったときにループが終了する。小説『リプレイ』の影響下にある作品だと指摘されたこともある。
『タイムマシン』
2002年のアメリカ合衆国の映画。H・G・ウェルズの同名小説の2度目の映画化。原作には存在しない、科学者の主人公が恋人を失い、タイムマシンを発明し過去に戻り何度も救出を試みるが失敗し続けるというオリジナルエピソードが追加されている。そして救出できない原因を探るために遠い未来に向かい、未来の支配者に明快な回答を与えられることにより、ループものにおける因果律は不変という宿命を描いている。なお志倉千代丸は『STEINS;GATE』が本作品の影響を受けている旨の発言をしている。

『トライアングル 殺人ループ地獄』
2009年のイギリス・オーストラリア合作の映画。閉じた時間の中で、主人公が異なる時間上の自分自身と殺し合う状況が繰り返される。
『ミッション: 8ミニッツ』
2011年のアメリカ映画。主人公の兵士は連続テロの犯人についての情報を得るため、過去の他人に意識を送り込む装置を用い、列車爆破テロが起こる8分前からの時間を繰り返す。終わらない日常を描くようなループものとは印象の異なる作風となっており、極限状況での8分間がループされる。

『ハッピー・デス・デイ』
2017年のアメリカ合衆国の映画。誕生日に殺されては同じ誕生日の朝に戻ってしまう悪夢のタイムループを経験する女子大生が自分を殺す殺人鬼の正体を探してタイムループを止めようとする。何度も殺されることから身体へのダメージが蓄積する要素が組み込まれている。また、続編の『ハッピー・デス・デイ 2U』では、なぜタイムループされてしまうのかの謎が明かされている。

### ゲーム
『この世の果てで恋を唄う少女YU-NO』
1996年にエルフから発売されたアドベンチャーゲーム。主人公は父が残した丸い鏡とガラス玉がはまった謎の装置の力で並列世界を渡り歩き、同じ数日間を幾度も繰り返しながら、町の歴史に関わる謎を追うことになる。
A.D.M.S（オート分岐マッピング・システム）と呼ばれるシステムを採用しており、分岐した並列世界がマップとして視覚化され、任意の世界の任意の時間へ移動できる。プレイヤーはこのシステムを駆使して、過去と未来を行き来しながら謎を解いていく。

『カオスシード〜風水回廊記〜』、『仙窟活龍大戦カオスシード』
1996年と1998年にネバーランドカンパニーから発売されたシミュレーションゲーム。シナリオを担当した柏木准一はインタビューで、ループ構造を持つストーリーとして手塚治虫の漫画『火の鳥 異形編』を参考にしたと述べている。

『高機動幻想ガンパレード・マーチ』
2000年にアルファ・システムが企画・開発したシミュレーションゲーム。プレイヤーは「幻獣」と呼ばれる生命体との戦争に勝利することを最終目標に、主人公を操作して他の登場人物とコミュニケーションを取りながらゲームを進める。ゲームを一度クリアすると、最初の主人公以外の登場人物をプレイヤーキャラクターとして選択することも可能になり、2周目のゲームが始まる。しかし2周目以降になると、プレイヤーは一部のNPCからその正体を、「OVERS・SYSTEM」なるシステムによって登場人物に寄生している異世界人ではないかと指摘されるようになり、また世界が「竜」と呼ばれる存在によってループを繰り返していることが示唆される。ゲームを最高評価でクリアすると、世界のループを引き起こしていたのは「竜」ではなく、登場人物を操作していたプレイヤー自身であったと結論づけられる。
『ひぐらしのなく頃に』
2002年から07th Expansionによって発売されたサウンドノベルのシリーズ。都会から遠く離れた村落雛見沢村を舞台とし、「綿流し」と呼ばれる祭りの期間前後に起こる異常事態や会話情報を、主人公（ゲーム毎に変わる）の視点から体験していく。基本的に各章の終盤においてキーキャラの１人「古手梨花」が必ず殺されてしまい、それが原因となって村と住民全員が滅びる。
その後に次のエピソードをプレイすると、ゲームは過去のある時点に戻り、そこから別のキャラを主人公として異なる展開を経ていき、最終地点に至り全滅する。これが何度もループする。
プレイヤーは各エピソードをプレイし、そのループを客観的に考察・推理し、自分なりに仮説を構築していくのが、本ゲームの主な遊び方となっている。ノベルゲームでありながら選択肢は存在せず、小説のような一本道の形式であるが、雛見沢村を悲劇から救うために試行錯誤が繰り返されるという意味では、通常のゲームをプレイする感覚を想起させるものとなっている。
『斬魔大聖デモンベイン』
2003年にニトロプラスから発売されたアドベンチャーゲーム。魔術師組織に脅かされるアーカムシティーを舞台に、人の姿をした魔導書アル・アジフとそのパートナーが立ち向かう。宿敵マスターテリオンに打ち勝たない限り、最後は世界が滅亡し、再び過去の同じ時点へ戻っている。ゲーム本編ではループが起きないが、全てのループ世界の記憶を持つアル・アジフとマスターテリオンから、死闘とそのループが延々と繰り返されていることが語られる。また小説版では、その莫大なループのうちの1つが、描かれている。
『CROSS†CHANNEL』
2003年にフライングシャインから発売されたアドベンチャーゲーム。主人公とその周辺の8人を除いて世界では人類が滅亡しており、その状態で1週間がループし続けていると設定されている。東浩紀によれば、セカイ系とゲーム的リアリズムの発想が融合されており「2000年代のオタク的想像力のひとつの典型とでも言うべき重要な作品」であるという。

『スマガ』
2008年にニトロプラスから発売されたアドベンチャーゲーム。主人公のうんこマンが「人生リベンジ能力」を使ってハッピーエンドを目指す。前島賢はゼロ年代後半のセカイ系を象徴する作品として挙げている。
セカイ系やループ構造自体を作品内に織り込んで描いた上でそれを打破するという作風に仕上がっており、これによってこのジャンルにおけるループ構造が相対化された面がある。

『STEINS;GATE』
2009年に5pb.から発売されたアドベンチャーゲーム。複数登場する時間操作の手段のひとつとして、自分の記憶のみを過去に送る「タイムリープマシン」が登場する。主人公の岡部倫太郎が望まぬ結果を回避する手段としてこれを用いるものの、未来を変えることができず、同じ時間をループし続ける場面が登場する。
作中における阿万音鈴羽のルートでは映画『恋はデジャ・ブ』に言及する場面がある。シナリオの執筆に構成協力という形で参加した下倉バイオは前述の『スマガ』のシナリオも手掛けている。

### テレビドラマ
『君といた未来のために 〜I'll be back〜』
1999年に放送された日本のテレビドラマ。小説『リプレイ』を原案とし、主人公の大学生がおよそ4年間を繰り返してしまうと設定されている。
「月曜の朝」（『Xファイル』第6シーズンのエピソード）
アメリカ合衆国で制作されたテレビドラマの、1999年に放送されたエピソード。主人公のモルダーが銀行強盗に殺される日を繰り返す。ただし実際にループしているのはモルダーではなく別の女性であり、彼女の存在に気づいたモルダーはループを回避しようとする。

『仮面ライダー龍騎』
2002年に放送された日本の特撮ドラマで、平成仮面ライダーシリーズ第3作。物語のヒロインである神崎優衣は、10年前に死亡しており、ミラーワールドの神崎優衣と同調することで蘇生したが20歳の誕生日で死ぬという期限付きの命であり、それを阻止するべく兄の神崎士郎は優衣に「新しい命」を与えるべくライダーバトルを仕掛けており、失敗するたびに士郎はタイムベントを使うことで何度も時間を巻き戻し、ライダーバトルを繰り返していた。劇中では、士郎の手によって時間が巻き戻され、士郎以外の人間は例外を除いて記憶を失うため、時間が巻き戻されたことに気がつけなかった。最低でも5回は時間を巻き戻したために、結果、劇場版・TVSP版の2つ・TV本編と、4つの結末が存在することとなった。最終的な時間軸としては、テレビドラマが該当し、最後には優衣は「新しい命」を与えられることを拒み続け、士郎は優衣の説得を受け入れライダーバトル自体なかった世界にして消滅する。その為、第28話「タイムベント」の際行われたタイムベントは設定上最後のタイムベントとなっている
『仮面ライダーディケイド』
2009年に放送された日本の特撮ドラマで、平成仮面ライダー10周年記念作品。物語の冒頭でヒロインの光夏海の見た無数の仮面ライダーが「1人の標的＝ディケイド」に攻撃を仕掛け全滅する夢＝「ライダー大戦」が本編のラストで本当になり1話の冒頭へループされるというもの。劇中では「ライダー大戦」が始まったところで本編は終了しているがプロデューサーの白倉伸一郎はこれを1話へのループとしている。通常放送時のラストでは夢と多少の違いがあったものの、10月から5月にかけて放送された再放送のラストでは1話の夢により近い演出になっている。また、主人公の門矢士 / 仮面ライダーディケイド役の井上正大によれば、渡された最終話の台本には「最終話」の文字がなく、最後に「つづく」と書かれていたという。
「月曜日が来ない」（『天てれドラマ』）
2008年1月に放送された『天才てれびくんMAX』番組内のドラマ。主人公が日曜日1日を31回繰り返す。

### ラジオドラマ
「一寸先の夢の夢」（『FMシアター』）
1985年6月8日放送。横光晃脚本。角野卓造主演。時間を戻してやり直すのではなく、主人公が死ぬ直前に「……という内容の夢」から覚めるところから人生をまたやり直す。最初の人生は既に婚約していた女性と結婚、二度目は資産家の令嬢と結婚。三度目はそのいずれでもない人生を選択する。

## 関連する概念
パラレルワールド
ループものと同様にセカイ系と親和性の高いジャンルとしては多重世界（ラメラスケイプ）・並行世界（パラレルワールド）を描いたものが挙げられる。ループものの中に、歴史を繰り返すタイプと並行世界として散在しているタイプの2つがあるとも考えられる。
終わりなき日常
社会学者の宮台真司が使った用語で、物質的には豊かになっても個人が自分自身の物語（人生のよりどころとなるような価値観）を見出すのが困難になった現代社会のことであるが、脚本家の渡邊大輔や評論家の宇野常寛は日本におけるループものの世界観は終わりなき日常の比喩であることが多いと捉えており、宇野によれば日常生活のなにげないやりとりを重点的に描く空気系的な作風も、人生や日常生活そのものがまるでループしているかのようだという感覚が広く共有されることによって出現したものであるという。宮台真司自身、漫画『うる星やつら』に代表される半永久的な学校空間での戯れの表現を「終わりなき日常」の象徴と位置づけている。
メビウスの帯
循環や繰り返しを想起させることから、文学や映画においてはループ構造を持つプロットや登場人物が過去のある時点に戻ることの比喩としてしばしば用いられる。メビウスの帯は局所的には表と裏の面があるのに、全体としては1つの面としてつながっているという位相構造に特徴がある。このような構造に例えられるループものの文学や映画では、ループが一巡することで物語冒頭の場面の意味が大きく変わったり、ねじれた因果関係が明らかになったり、劇中劇と本編の内容が入れ替わるような入れ子構造が描かれたりする。メビウスの帯は単なる不可思議な繰り返しの比喩としても用いられることがあるが、これは不適切な比喩である。
永劫回帰
哲学者フリードリヒ・ニーチェによる1885年の小説『ツァラトゥストラはこう語った』を初出とし、後年のニーチェの著作に登場する思想。宇宙を構成する物質とその組み合わせは有限であるが、時間は無限であるという仮定の元、宇宙的視野から見た現実世界は限られたパターンの中で同じ歴史を永遠にループしているとする仮説。ループものとの相違点として、永劫回帰の世界観においてはループを繰り返しても過去と寸分違わぬ歴史を繰り返すだけであり、過去のループから記憶を持ち越したり、過去から学んで成長したり、失敗をやり直したりすることはできない点が挙げられる。変えることのできない人生を未来永劫繰り返すことになってもそれを肯定できる者を、ニーチェは「超人」と定義している。